# Берберке
Берберке, Берберка — річка в Україні, у Хустському й Іршавському районах Закарпатської області. Ліва притока Боржави (басейн Дунаю).

## Опис
Довжина річки 15 км, похил річки — 11 м/км. Площа басейну 61,1 км².

## Притоки
- Буковець (права).

## Розташування
Бере початок на північному заході від Рокосово. Тече переважно на північний захід через Великий Раковець і на південному сході від Греблі впадає в річку Боржаву, праву притоку Тиси.